# Adrenokortikotropni hormon
Adrenokortikotropni hormon (ACTH),takođe poznat kao kortikotropin, adrenokortikotrofski hormon, je peptidni hormon koga proizvodi i izlučuje prednja hipofiza. On je komponenta hipotalamusno-hipofizno-adrenalne osovine i čisto se proizvodi u odgovoru na biološki stres (zajedno sa kortikotropin-oslobađajućim hormonom iz hipotalamusa). Njegovi principalni efekti su povišenje produkcije i oslobađanje kortikosteroida i, kao što proizilazi is njegovog imena, kortizola iz kore nadbubrežne žlijezde.

## Struktura
se sastoji od 39 aminokiselina, prvih 13 od kojih (brojeći od N-terminusa) može da bude odsečeno čime se formira α-melanocit-stimulišući hormon (α-MSH). (Ta zajednička struktura je odgovorna za eksesivno potamnjena kožu kod Adisonove bolesti.) Nakon kratkog vremenskog perioda, ACTH biva presečen u α-MSH i CLIP, peptid sa nepoznatim dejstvom kod ljudi.
Humani ACTH ima molekulsku težinu od 4,540 .

## Funkcija
deluje putem stimulacije ACTH receptora na ćelijskoj površini, koji su locirani prvenstveno na adrenokortikoidnim ćelijama kore nadbubrežne žlezde. To dovodi do sinteze i otpuštanja gluko- i mineralo-kortikosteroida i androgenih steroida. ACTH receptor je sedam transmembranski G protein-spregnuti receptor. Nakon vezivanja liganda, receptor podleže konformacionim promenama koje stimulišu enzim adenilat ciklazu, što dovodi do povišenja nivoa intracelularnog cAMP i naknadne aktivacije proteinske kinaze A. Ovo ultimativno rezultuje u simulaciji steroidogeneze.

## Literatura
1. ↑  Osamura RY, Watanabe K, Nakai Y, Imura H (1980). „Adrenocorticotropic hormone cells and immunoreactive beta-endorphin cells in the human pituitary gland: normal and pathologic conditions studied by the peroxidase-labeled antibody method”. The American Journal of Pathology. 99 (1): 105—24. PMC 1903467 . PMID 6244739. Приступљено 12. 4. 2011.
2. ↑  „Adrenocorticotropic Hormone”. Приступљено 12. 4. 2011.
3. ↑  „Pro-opiomelanocortin”.